# Cours, Bong-gu !
Cours Bong-gu ! (달려라, 봉구야!) est un manhwa (만화) de Byun Byung-jun publié en Corée du Sud aux éditions GCK Book en 2003 et en français aux éditions Kana en 2005.

## Histoire
Sans nouvelles de son compagnon parti à Séoul pour trouver un emploi, Dong-sim et son fils Bong-gu débarquent dans une capitale coréenne froide et indifférente. Ils feront pourtant la rencontre de personnages attachants, Hyemi, une petite fille abandonnée par sa mère, et son grand-père.

## Édition
- Édition coréenne :
  - Nombre de volumes sortis : 1 (one shot)
- Édition française :
  - Nombre de volumes sortis : 1 (one shot)
  - Date de publication : août 2005
  - Éditeur français : Kana dans la collection « Made In »
  - 112 pages
  - Format : 17 x 24 cm
  -  (ISBN 2871298041)